# Theodore Lux Feininger
Theodore Lucas (bekannt als T. Lux) Feininger (* 11. Juni 1910 in Zehlendorf bei Berlin; † 7. Juli 2011 in Cambridge, Massachusetts) war ein deutsch-US-amerikanischer Fotograf und Maler. Er war der jüngste Sohn des Malers Lyonel Feininger und seiner Ehefrau Julia.

## Leben
Feininger studierte Kunst am Bauhaus in Dessau, arbeitete dort an der Versuchsbühne mit und war Mitglied der Jazzband. Später widmete er sich zunächst wie sein Bruder Andreas und wie seine Halbschwester Lore der Fotografie. 1930 begann er zu malen. Nach einem mehrjährigen Aufenthalt in Paris kehrte er 1935 nach Deutschland zurück. 1936 emigrierte Feininger, dessen Mutter Jüdin war, nach New York.
Feininger war zweimal verheiratet. Seine erste Frau Jeanne (1913/14–1949) starb einige Jahre nach der Hochzeit. 1954 heiratete er Patricia Randall (1925–1999). Er war Vater von drei Söhnen: Lucas (* 1957), Conrad (* 1959), der als Schauspieler tätig ist und Charles Feininger (* 1965). 
 T. Lux Feininger lebte bis zu seinem Tode in Cambridge, Massachusetts, wo er 2011 im Alter von 101 Jahren verstarb. Er ist zusammen mit seiner Frau auf dem dortigen Mount Auburn Cemetery bestattet.

## Wirken
Seit den 1950er Jahren widmete er sich ausschließlich der Malerei. In seinen Werken bleibt der Einfluss der Bauhaus-Schule stets spürbar, Feininger entwickelte aber seinen unverwechselbaren eigenen Stil. Bis 1947 signierte er seine Bilder mit dem Pseudonym „Theodor Lux“. In Deutschland erlangte der Künstler erst 1998 durch eine große Ausstellung in der Staatlichen Galerie Moritzburg (Halle) größere Bekanntheit. Neben der Malerei war er schriftstellerisch und als Lehrer in New York, Harvard und Boston tätig. Zu seinem 100. Geburtstag ehrte die Kunsthalle zu Kiel ihn 2010 mit einer Ausstellung. Das Kunstmuseum Ahrenshoop widmet sich von Juni bis Oktober 2025 in der Ausstellung „T. Lux Feininger – Moderne Romantik. Versuche zu einer archetypischen Szenerie“ dem Leben und Werk des Künstlers.